# James Audley
James Audley, o Audeley, (h. 1318–1369) fue uno de los caballeros originales, o fundadores, de la orden de la Jarretera. Era el hijo mayor de Sir James Audley de Stratton Audley en Oxfordshire.

## Biografía
Cuando se fundó la Orden de la Jarretera, fue iniciado como uno de sus primeros miembros y su silla de coro en la capilla de San Jorge (Castillo de Windsor) era la 11.ª en el lado de Eduardo, príncipe de Gales, conocido desde el siglo XVI como el "Príncipe Negro". Sirvió en Francia en 1346, donde, en Crécy, combatió en el séquito del príncipe. En agosto de 1350 intervino en la naval batalla de Winchelsea.  Cuando se renovaron las hostilidades entre Inglaterra y Francia en 1354 Sir James estaba constantemente al lado del príncipe de Gales, y obtuvo gran reputación por su valor.
En la batalla de Poitiers el 19 de septiembre de 1356 asumió un puesto al frente del ejército inglés, y después de luchar durante largo tiempo resultó severamente herido y lo sacaron de la lucha. Después de la victoria, el príncipe preguntó por Sir James, quien fue llevado a la tienda real, donde Eduardo le dijo que había sido el caballero más valiente a su lado, y le concedió una anualidad de quinientos marcos. Sir James cedió este regalo a los cuatro escuderos que lo habían atendido en la batalla, y recibió del príncipe otra pensión más de seiscientos marcos.
En 1359 fue uno de los líderes de una expedición a Francia. En 1360 tomó la fortaleza de Chaven en Bretaña, así como el castillo de Ferte-sous-Jouarre, y estuvo presente en Calais cuando se hizo la paz entre Inglaterra y Francia en octubre de 1360. Fue después gobernador de Aquitania y gran senescal de Poitou, y participó en la captura de la ciudad de La Roche-sur-Yon por Edmundo de Langley, conde de Cambridge. Murió en 1369 en Fontenay-le-Comte, donde había pasado a residir, y fue enterrado en Poitiers.